# Ciro Pessoa

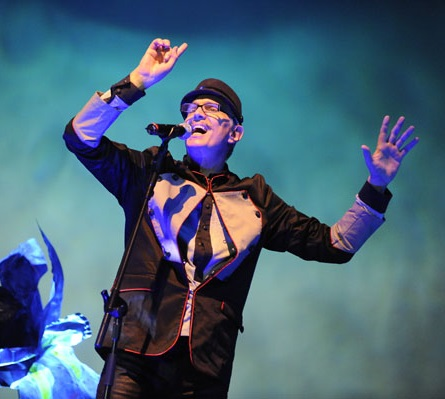
Ciro Pessoa, 2010

Ciro Pessoa, eigentlich Ciro Mendes Pessoa Corrêa (* 12. Juni 1957 in São Paulo, Brasilien; † 5. Mai 2020 ebenda) war ein brasilianischer Rocksänger und Komponist sowie Mitbegründer der Band Titãs.

## Leben
Er begründete 1981 mit sieben anderen Mitgliedern die Rockband Titãs. Im Laufe seiner Karriere schrieb er diverse Rocksongs, so zum Beispiel Sonífera ilha, Toda cor, Babi índio, Homem primata und begründete bzw. war Mitglied weiterer Bands, von denen einige die ersten Gothic Rockbands Brasiliens waren, wie Flying Chair und Cabine C, Os Jetsons, Ricotas do Harlem. 2003 begann er eine Solokarriere und veröffentlichte ein Album.
Ciro Pessoa starb am 5. Mai 2020 im Alter von 62 in seiner Heimatstadt. Er kam aufgrund seiner Krebserkrankung zur Behandlung in ein Krankenhaus, als er sich dort mit COVID-19 ansteckte und letztlich auch an dieser Erkrankung verstarb. Der Leichnam wurde verbrannt.